# رانيل ويكريمسينغه
رانيل ويكريمسينغه، سياسي سريلانكي ولد يوم 24 مارس 1949. شغل منصب رئيس وزراء سريلانكا في الفترة ما بين 7 مايو 1993 إلى غاية 19 أغسطس 1994، ومن 9 ديسمبر 2001 إلى 6 أبريل 2004 ومرة في 9 يناير 2015، ثم عين مجددا رئيسا للوزراء بعد أزمة سريلانكا الدستورية 2018 في 16 دجنبر 2018 ثم أعيد تعيينه في 12 مايو 2022 لإنقاذ اقتصاد بلاده وعقب احتجاجات 2022 في سريلانكا فر الرئيس المستقيل غوتابايا راجاباكسا وفوض صلاحياته لويكريمسينغه ثم انتخب رئيسا جديدا للبلاد.
رانيل عضو الحزب الوطني المتحد ورئيسه منذ نوفمبر عام 1994. وهو أيضا زعيم الجبهة الوطنية المتحدة وهو تحالف المعارضة منذ أكتوبر 2009.

## روابط خارجية
- رانيل ويكريمسينغه على موقع IMDb (الإنجليزية)
- رانيل ويكريمسينغه على موقع الموسوعة البريطانية (الإنجليزية)
- رانيل ويكريمسينغه على موقع مونزينجر (الألمانية)